# Kartapus

Kartapus est une série télévisée de sitcom française destinée aux enfants, créée par Eric Communier, produite par la société Carrere Group DA, et diffusée entre le 10 janvier et le 28 août 1996 dans l'émission À tout Spip sur TF1. La série comptait 40 épisodes de 10 minutes chacun.

## Fiche technique
- Titre : Kartapus
- Création : Alain Ranger, Eric Communier, Fred Louf
- Réalisation : Eric Communier
- Musique : Patrick Martini
- Durée : 10 minutes

## Déroulement des épisodes
Il s’agissait d’un grand ours sympathique et magique, Kartapus (dont le nom ressemble à carte à puces) qui sortait d’un ordinateur et s’amusait avec deux enfants, un garçon et une fille, qui étaient les seuls ceux qui pouvaient le voir, étant donné que Kartapus était invisible pour les adultes.

## Kartapus
Kartapus était joué par un acteur nommé Mathurin Petit dans un costume intégral, les séquences du point de vue des adultes produisant de simples effets spéciaux d'objets en mouvement ou flottants (manipulés par Kartapus) avec un effet fond vert. Bien que Kartapus soit assez grand à l'écran, le générique de l'émission montre qu'il est à l'origine un petit ourson dans un jeu vidéo à défilement horizontal, poursuivi dans la forêt par un humain bien plus grand et méchant.